# Nikolaus Dumba

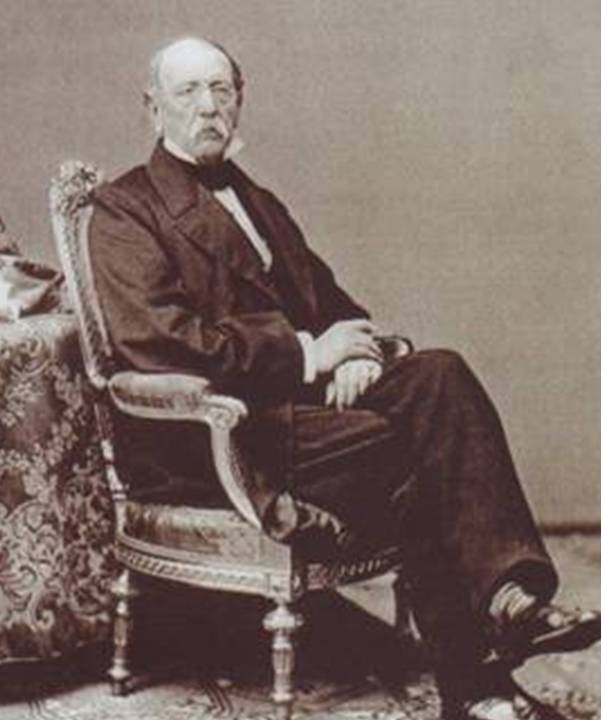
Nikolaus Dumba

Nikolaus Dumba (Νικόλαος Δούμπας, Wenen 24 juli 1830 - Boedapest 23 maart 1900) was een Oostenrijks industrieel en liberaal politicus van Griekse-Aroemeense afkomst. Hij was een belangrijk begunstiger van de kunst en de muziek.

## Biografie
De vader van Nikolaus Dumba, Stergios, emigreerde in 1817 vanuit Vlasti, Griekenland (toen nog onderdeel van het Osmaanse Rijk) naar Wenen. Stergios ontwikkelde zich tot een welvarend koopman. Nikolaus bezocht het Akademisches Gymnasium. De revolutiejaren van 1847 en 1848 bracht hij samen met zijn broer, Michael, door in de residentie van de Oostenrijkse ambassadeur Anton Graf von Prokesch-Osten in Athene. In 1852 reisde hij met de wereldreiziger Anton Ziegler naar Egypte.
Dumba, die een opleiding tot koopman ontving, nam de op de export gerichte k.k. priv. Baumwollgarn-Spinnerei in Tattendorf, Nederoostenrijk over van zijn neef Theodore Dumba (1818-1880). Nikolaus maakte van de katoengarenspinnerij een zeer winstgevend bedrijf met 180 medewerkers. Dumba, die al beschikte over een aardig vermogen, werd dankzij zijn bedrijf een erg rijk man. Hij werd door keizer Frans Jozef I in de persoonlijk adel verheven en benoemd tot lid voor het leven van de eerste kamer van het Parlement van Oostenrijk.

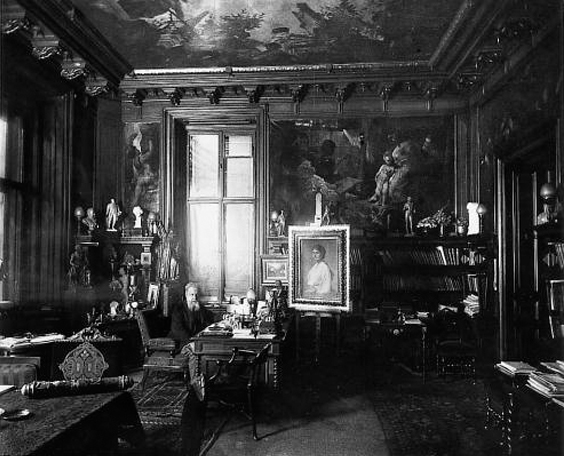
Nikolaus Dumba in zijn werkkamer in het Palais Dumba in Wenen

Nikolaus Dumba overleed op 69-jarige leeftijd tijdens een bezoek aan zijn zwager in Boedapest. Hij ligt begraven in een eregraf op de Wiener Zentralfriedhof ontworpen door de architect Edmund Hellmer.

### Kunstverzamelaar en muziekliefhebber
Net als zijn broer Michael was Nikolaus Dumba een bekend verzamelaar van eigentijds kunst. Daarnaast was hij bevriend met belangrijke kunstenaars zoals Hans Makart, Gustav Klimt en Carl Kundmann. In 1865 liet hij in het Weense Griekenkwartier door het toenmaals beroemde architectenduo Johann Romano von Ringe en August Schwendenwein von Lonauberg in Neorenaissancestijl een stadspaleis optrekken, dat de naam Palais Dumba kreeg. 
Tijdens zijn lidmaatschap van de eerste kamer (Herrenhaus) van Oostenrijk zorgde hij ervoor dat er vele standbeelden voor componisten werden opgericht. Hij onderhield nauwe betrekkingen met bekende componisten als Johannes Brahms, Richard Wagner en Johann Strauss. Zijn voorliefde ging uit naar Franz Schubert. Dumba was jarenlang vicevoorzitter van het Gesellschaft für Musikfreunde in Wien (Vereniging van Muziekvrienden in Wenen).

### Begunstiger van de Grieken

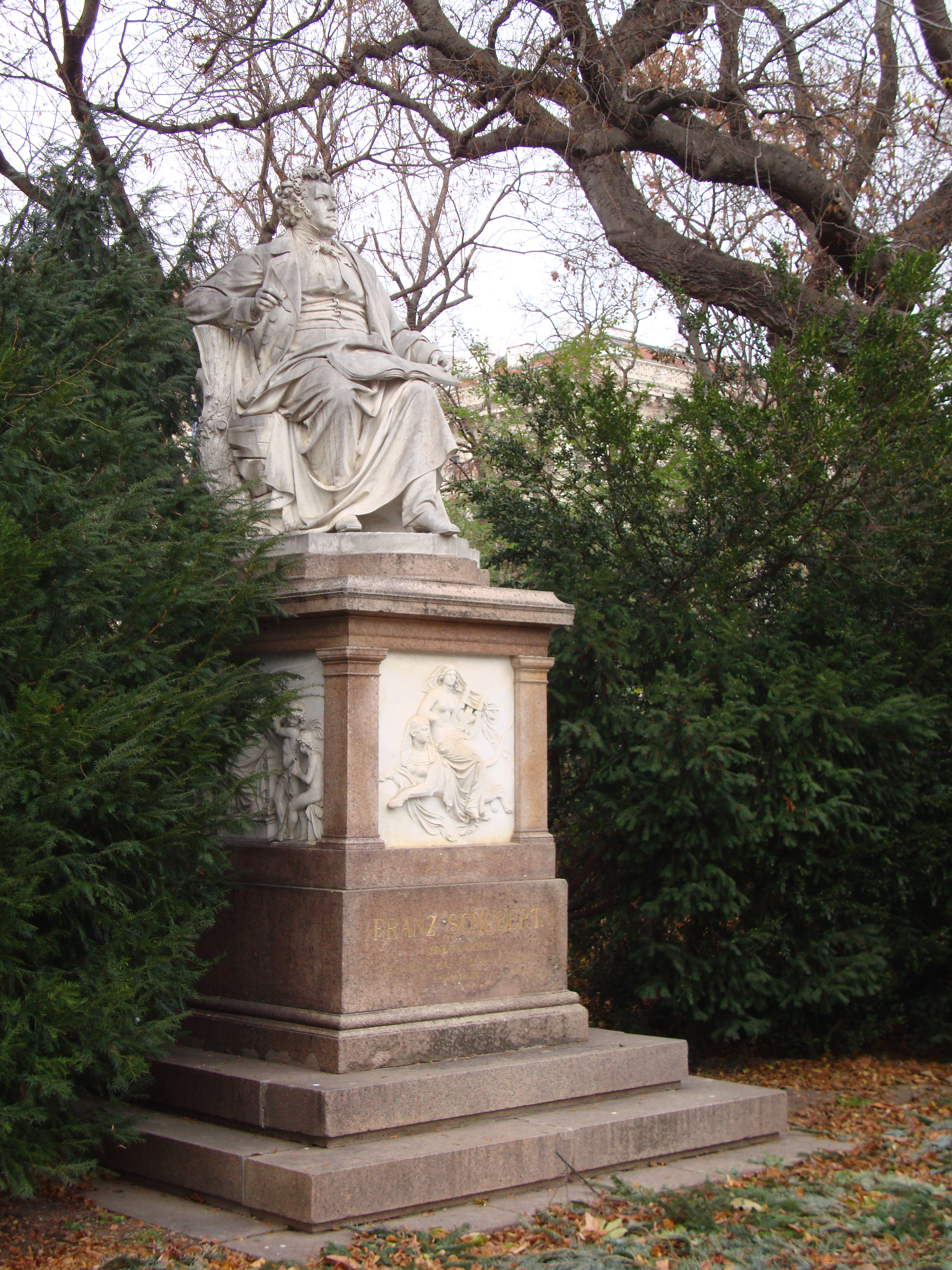
Het standbeeld van de componist Franz Schubert voor het Palais Dumba in Wenen

Zijn Griekse afkomst heeft altijd een belangrijke plaats ingenomen in het leven van Nikolaus Dumba. Tijdens een bezoek met zijn vrouw Anna aan Athene schonk hij een grote som geld voor de voltooiing van de Universiteit van Athene. In de stad Serres - nabij Vlasti - stichtte hij een weeshuis en doneerde geld voor de oprichting van een middelbare school. De school was een project van zijn goede vriend en filantroop George M. Averoff (1815-1899). Daarnaast was Dumba voorzitter van de kerkenraad van de Griechenkirche St. Georg. In 1898 maakte een gift van Dumba een belangrijke uitbreiding van de kerk mede mogelijk.

### Politieke functies
Nikolaus Dumba gold als een liberaal. Hij werd in 1870 in de Landdag van Nederoostenrijk gekozen en was lid van de Kamercommissies financiën, onderwijs en armoedebestrijding. In 1885 benoemde de keizer hem tot lid van het leven van het Herrenhaus, de eerste kamer van de Rijksraad.

## Nalatenschap
Nikolaus Dumba liet 200 Schubert autografen na aan de stadsbibliotheek van Wenen.

## Onderscheidingen
- Lid (1870) en erelid van de Academie van beeldende kunsten in Wenen (1880);
- Erelid van de Gesellschaft der Musikfreunde in Wien (1877);
- Ereburger van Wenen (1880);
- Onderscheiden met de Leopoldsorde;
- Orde van de IJzeren Kroon 2e klasse;
- Ridderkruis Frans Jozef-orde;
- Orde van Mejidie (Osmaanse Rijk) 2e klasse;
- Grootcommandeurskruis in de Orde van de Verlosser (Griekenland);
- Grootofficierskruis in de Orde van de Kroon (Roemenië);
- Onderscheiding met de Orde van de Witte Valk (Saksen-Weimar).

## Trivia
- Op 28 maart 1900 besloot de gemeenteraad van Wenen om de naam van de Künstlergasse te veranderen in de Dumba Strasse.
- Zijn zoon, Konstantin Dumba (1856-1947), was een Oostenrijks-Hongaars diplomaat (o.a. ambassadeur in de Verenigde Staten van Amerika) die in 1917 werd geadeld door keizer Karel I van Oostenrijk. Na de Eerste Wereldoorlog werd hij een vooraanstaand pacifist.

## Verwijzing
1. ↑  https://web.archive.org/web/20160305090950/http://www.budapester.hu/2012/01/17/gedenken-an-nikolaus-dumba-in-budapest/